# المجد (الرحمانية)
قرية المجد هي إحدى القرى التابعة لمركز الرحمانية في محافظة البحيرة في جمهورية مصر العربية. حسب إحصاءات سنة 2006، بلغ إجمالي السكان بها 11,148 نسمة. وبالقرية مسجد وضريح سيدي عبد العزيز أبو المجد أحد المزارات السياحية والأثرية.

## التاريخ
قرية المجد من القرى القديمة، حيث وردت باسم «محلة مرقص» إحدى قرى أعمال البحيرة وقت الروك الصلاحي التي أحصاها ابن مماتي في كتاب قوانين الدواوين، كما ورد اسم «محلة مرقص» كإحدى قرى أعمال البحيرة في قرى الروك الناصري التي أحصاها ابن الجيعان في كتاب «التحفة السنية بأسماء البلاد المصرية». وفي تاريخ 1228هـ/1813م الذي عدّ قرى مصر بعد المسح الذي قام به محمد علي باشا وردت مختصرةً باسم «مرقص» ضمن قرى مديرية البحيرة. وقد تغير اسمها حديثًا إلى «المجد» سنة 1984م بطلب من أهلها.

## أعلام القرية
- حلمي محمد القاعود كاتب وروائي.[5]